# John Jairo Ruiz
John Jairo Ruiz Barrantes (Puntarenas, Costa Rica, 10 de enero de 1994) es un futbolista costarricense que juega como extremo izquierdo en el Guadalupe Fútbol Club de la Primera División de Costa Rica.
Su formación como futbolista profesional la efectuó en la cantera del Deportivo Saprissa. Pasó por todas las categorías inferiores del club y debutó el 28 de agosto de 2011, en un encuentro de Primera División frente al Orión F.C. en el Estadio Ricardo Saprissa. Dos semanas después, disputando su cuarto partido, marcó su primer gol como jugador tibaseño. Su buena técnica individual y velocidad hicieron que fuera fichado por el Lille Olympique de Francia, por un monto de 1.2 millones de euros. Por su juventud y poca experiencia en territorio europeo, Ruiz fue cedido al Royal Excel Mouscron de Bélgica. En la temporada 2012-13 logró concretar 14 goles en 24 apariciones, y con esto regresar al Lille. En el periodo que abarcó desde 2013 hasta 2014, John Jairo permaneció en el conjunto francés, pero al finalizar el mismo se dio nuevamente el préstamo, esta vez al K.V. Oostende belga. Su productividad en la temporada 2014-15 fue de 6 anotaciones en 30 juegos desarrollados. Al término del año futbolístico fue cedido, por tercera vez, al Dnipro Dnipropetrovsk de Ucrania. Luego de ser ficha del equipo francés en un inicio, quedó en condición de libre para firmar con Crvena Zvezda Beograd de Serbia.
Habitual en las categorías inferiores de la selección costarricense, participó en el Mundial de Fútbol Sub-20 de 2011 y alcanzó la cifra de 3 goles en 4 partidos. Con la selección absoluta debutó el 5 de marzo de 2014 frente al combinado de Paraguay, en el Estadio Nacional.

## Trayectoria

### Deportivo Saprissa
Sin realizar su debut en la máxima categoría costarricense, John Jairo fue pretendido por el Barcelona de España el cual le había hecho una oferta por el traspaso, sin embargo esta opción no llegó a concretarse. Disputó su primer partido vistiendo la camiseta morada el 28 de agosto de 2011, en el partido por la séptima fecha del Campeonato de Invierno contra Orión en condición de local. En esa oportunidad, ingresó de cambio por Juan Bustos al minuto 50' y el marcador fue de victoria 1-0. El 11 de septiembre, convierte su uno de los tantos en la goleada por 1-6 sobre San Carlos. Luego de once apariciones, sumó un total de 605 minutos disputados mientras que su club fue eliminado en semifinales por Alajuelense.

### Lille Olympique S. C.
El 20 de enero de 2012, se hace oficial su contratación al Lille de Francia por un periodo de cuatro años, donde jugaría inicialmente con el equipo de la reserva. Afronta su primer compromiso el 28 de enero en la visita al Estadio Léo Lagrange frente al AS Poissy, juego que apareció en el once titular del entrenador Rachid Chihab y salió de cambio por el belga Bernard Malanda. El 28 de febrero sufrió una lesión muscular en la parte trasera del cuádriceps de la pierna izquierda, quedándose fuera de acción por un mes. Regresó el 17 de marzo en la derrota de su club por 4-0 ante el Amiens AC. Logró su primera anotación el 14 de abril, por la jornada 27 sobre el Villemomble Sports que definió la victoria de 0-2. Contabilizó trece presencias en la temporada —todas ellas como titular— y alcanzó la cifra de tres tantos, así también tuvo 1058 minutos de participación.

### Royal Excel Mouscron
El 19 de julio de 2012, el futbolista se marcha a préstamo al Royal Excel Mouscron de la Segunda División de Bélgica, equipo que es filial del Lille en dicho país. Hizo su debut el 18 de agosto por la cuarta ronda de la Copa belga ante el KVK Leper, y marcó un triplete para la victoria de 5-0. Tuvo su comienzo en liga el 22 de agosto en el empate sin anotaciones contra el Brüssel, siendo titular en la totalidad de los minutos. Sus primeros dos goles se dieron en la fecha siguiente sobre el Francs Borains, dados a los minutos 12' y 75' para el triunfo de 3-1. Marcó un total de catorce tantos en veinticuatro apariciones, cinco de ellos mediante dobletes y adicionalmente cuatro goles en la liguilla de promoción a la máxima división.

### Lille Olympique S. C.
El 21 de junio de 2013, se confirma su regreso al Lille francés para conformar el primer equipo que afrontaría la temporada. Pese a tener su debut en la Ligue 1 el 10 de agosto ante el Lorient, John Jairo también jugó para el equipo de la reserva en donde convirtió cinco goles. Con la escuadra absoluta sumó solamente ocho duelos desarrollados.

### K. V. Oostende
El 1 de julio de 2014, el delantero decide cambiar de equipo y fue presentando en el Oostende de la Primera División de Bélgica, en calidad de cedido por un año. Logró un total de treinta apariciones en las que en veinticinco arrancó en la titularidad y marcó seis goles.

### Lille Olympique S. C.
Desde el 3 de julio de 2015, Ruiz regresó otra vez al Lille y empezó los trabajo de pretemporada.

### F. C. Dnipro Dnipropetrovsk

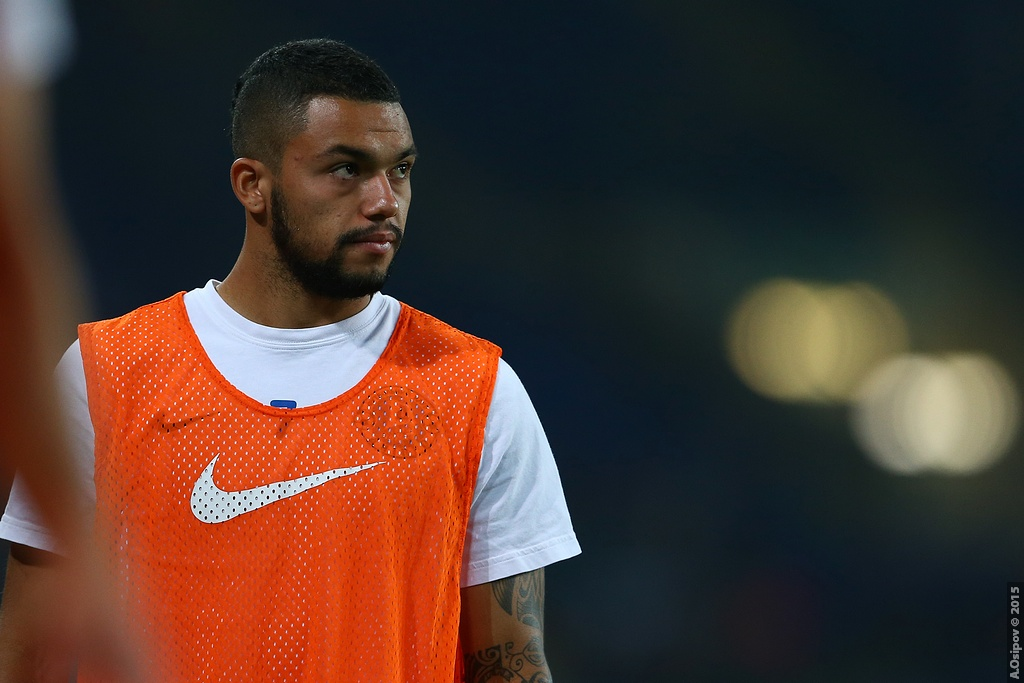
John Jairo en septiembre de 2015.

El 18 de agosto de 2015, sin aún disputar competencias oficiales, finiquitó su vínculo con el equipo francés y viajó a Ucrania para concretar su fichaje en el Dnipro. El 25 de agosto se oficializó su llegada así como de la firma de contrato. Su debut se efectuó el 30 de agosto en la victoria de local por 2-0 sobre el Karpaty. Consiguió anotar por primera vez el 13 de marzo de 2016 ante el Shajtar Donetsk. Posteriormente, acumuló una racha de cuatro partidos marcando gol, en donde hizo cinco tantos contra los rivales del Metalist (5-0, doblete), Oleksandria (0-4), Stal (2-0) y Volyn Lutsk (2-3), con resultados favorables a su conjunto. Vio acción en catorce encuentros de liga, y dos en la Europa League.

### Crvena Zvezda Beograd
El 28 de junio de 2016, se convierte en el nuevo refuerzo del Crvena Zvezda Beograd, de la Superliga de Serbia, club al que queda vinculado por un periodo de tres años. Jugó veintiséis partidos del torneo nacional y estuvo presente en las rondas preliminares hacia la Champions League y Europa League, sin éxito para su equipo que se quedó sin participar en la fase de grupos de alguno de esos certámenes continentales. John Jairo hizo la marca de seis concreciones en la temporada.

### Al-Fayha F. C.
El 8 de agosto de 2017, John Jairo firmó por tres años para el Al-Fayha de Arabia Saudita. Debutó apenas dos días después, en la derrota de visita 2-1 frente al Al-Hilal. En la siguiente fecha marcó su primer gol sobre el Al-Ittihad. El 22 de septiembre, puso un tanto y una asistencia ante el Al-Nassr que significaba la ventaja transitoria de 0-1, pero el marcador terminó empatado a dos anotaciones. El 16 de diciembre se confirmó la baja del jugador debido a una lesión de menisco externo, por lo que su tiempo de recuperación sería de cuatro a seis semanas aproximadamente. Culminó su estadía en el club con veintidós presencias y el 12 de enero de 2019 llegó a un acuerdo con la directiva para pedir su libertad contractual.

### Deportivo Saprissa
El 24 de enero de 2019, el futbolista regresó a Costa Rica y se oficializó su fichaje en el Deportivo Saprissa por seis meses. Fue presentado al día siguiente en conferencia de prensa, con la dorsal «77». Debutó el 30 de enero, en el partido frente al Cartaginés en el Estadio Ricardo Saprissa, ingresando de relevo por Juan Gabriel Guzmán al minuto 63' en la derrota por 1-2. Su primer gol se dio el 16 de febrero, en la victoria de local 4-2 sobre Grecia.
El 22 de mayo de 2019, se hace oficial la salida de Ruiz del equipo luego de no extender su contrato.

### C. S. Herediano
El 22 de junio de 2019, se hace oficial su fichaje en el Herediano por seis meses. Sin haber disputado un partido formal con los rojiamarillos, el 2 de julio, el gerente del club Jafet Soto confirmó la venta del futbolista a un equipo de Israel que no fue revelado.

### Ironi Kiryat Shmona F. C.
El 5 de julio de 2019 se conoció que John Jairo fue adquirido por el Ironi Kiryat Shmona de la máxima categoría israelí, a un monto de doscientos mil dólares.

### C. S. Herediano
El 27 de enero de 2020, Ruiz regresó al Herediano.

## Selección costarricense

### Categorías inferiores

#### Eliminatoria al Campeonato Sub-17 de Concacaf 2011
En octubre de 2010, John Jairo fue convocado por la Selección Sub-17 de Costa Rica, para hacer frente a la Eliminatoria Centroamericana con miras hacia el Campeonato de la Concacaf que se llevaría a cabo el año siguiente. El primer partido fue el 26 de octubre, contra Nicaragua en el Estadio Ebal Rodríguez de territorio costarricense. En esta oportunidad, Ruiz concretó el sexto gol al minuto 81', y el resultado fue abultado con cifras de goleada 8-0. Cuatro días después, en el mismo escenario deportivo, se realizó el segundo compromiso ante El Salvador. El futbolista participó 89 minutos y su equipo triunfó con marcador de 2-1. De acuerdo al rendimiento obtenido por su combinado, este le permitió ubicarse como líder del grupo A y además recibió un cupo directo al torneo continental.

#### Eliminatoria al Campeonato Sub-20 de Concacaf 2011
En paralelo con la otra categoría de su nación, al jugador se le permitió participar a su vez con la escuadra Sub-20 en la Eliminatoria al Campeonato de la Concacaf. Anteriormente, el conjunto costarricense había obtenido el segundo lugar de la zona centroamericana, por lo que disputó el repechaje contra El Salvador. Los juegos de ida y vuelta terminaron 1-0 y 1-1, con triunfo de los salvadoreños, pero por asuntos reglamentarios de la FIFA quedaron descalificados al alinear a un jugador que no estaba inscrito en esa nacionalidad, por lo tanto, el combinado Tico ganó la serie con cifras de 3-0 en ambos cotejos, y por consiguiente clasificó al torneo regional.

#### Campeonato Sub-17 de Concacaf 2011
Su selección fue instaurada en el grupo A de la competencia de la confederación, compartido con Haití y El Salvador. El primer encuentro se desarrolló el 14 de febrero de 2011, ante los haitianos en el Catherine Hall Sports Complex, de Montego Bay en Jamaica. Por otro lado, el futbolista fue titular y anotó al minuto 47', para dar la victoria de 1-3 a su grupo. Cuatro días después, en el cotejo frente a los salvadoreños en el Jarrett Park, Ruiz logró un triplete, el cual fue suficiente para el nuevo triunfo de 3-2. Su país avanzó como líder invicto a los cuartos de final. Sin embargo, en esta serie, los costarricenses sufrieron su único revés tras ser derrotados 0-1 contra Panamá, y de esta manera quedándose sin la oportunidad mundialista.
| Campeonato                | Sede    | Resultado        |
| ------------------------- | ------- | ---------------- |
| Campeonato Sub-17 de 2011 | Jamaica | Cuartos de final |

#### Campeonato Sub-20 de la Concacaf 2011
El centrocampista fue tomado en consideración para actuar en el Campeonato Sub-20 de la Concacaf de 2011, bajo la dirección técnica de Ronald González. El equipo costarricense quedó sembrado en el grupo C, con Guadalupe y Canadá. El 30 de marzo se disputó el primer encuentro frente a los guadalupeños en el Estadio Cementos Progreso, de Ciudad de Guatemala; Ruiz quedó en la suplencia, utilizó la dorsal «6» y el marcador fue de 0-3, con triunfo. El resultado se repitió ante los canadienses en el
mismo escenario deportivo; en esta oportunidad John Jairo entró de cambio por Yeltsin Tejeda al minuto 73'. Con este rendimiento, los Ticos quedaron como líderes del grupo con 6 puntos. Los cuartos de final se disputaron el 5 de abril frente a la Selección de Cuba en el Estadio Mateo Flores; el mediocentro fue parte del banquillo y su país triunfó con marcador de goleada 6-1. Tres días después se dieron las semifinales, enfrentando al anfitrión Guatemala; esta instancia terminó con una nueva victoria 2-1. Por último, la final se llevó cabo el 10 de abril contra México, pero los costarricenses sufrieron una pérdida de 3-1. Con este resultado, la Sele obtuvo el subcampeonato del torneo y los pases hacia el Mundial de Colombia y los Juegos Panamericanos.
| Campeonato                | Sede      | Resultado  |
| ------------------------- | --------- | ---------- |
| Campeonato Sub-20 de 2011 | Guatemala | Subcampeón |

#### Mundial Sub-20 de 2011
El representativo de Costa Rica fue ubicado en el grupo C del Mundial de 2011, compartido con España, Australia y Ecuador. El 31 de julio fue el primer encuentro para el conjunto Tico frente a los españoles; John recibió una asistencia de Juan Bustos para la única anotación por parte de los costarricenses, pero fue insuficiente ya que el marcador terminó en goleada 1-4. El 3 de agosto se disputó el cotejo contra los australianos, Ruiz jugó 90 minutos y concretó un gol en el resultado que acabó 2-3 a favor de la Sele. El último partido de la fase de grupos se dio ante los ecuatorianos; el extremo izquierdo fue amonestado al minuto 73' y su selección perdió 3-0. Con este rendimiento obtenido, la escuadra de Costa Rica avanzó a la siguiente etapa dentro de los mejores terceros. En el Estadio Nemesio Camacho El Campín de Bogotá, se desarrolló el 9 de agosto el juego por los octavos de final contra el anfitrión Colombia. El jugador logró el tanto del empate momentáneo de 1-1, pero los rivales dieron vuelta el marcador para que este terminara 3-2. Con esto, Costa Rica quedó eliminado del mundial.
| Mundial                     | Sede     | Resultado        |
| --------------------------- | -------- | ---------------- |
| Copa Mundial Sub-20 de 2011 | Colombia | Octavos de final |

El 3 de noviembre de 2011, John Jairo apareció en la nómina que disputó el repechaje de vuelta hacia el Preolímpico de Concacaf que se realizaría el año siguiente, contra Panamá. En el partido, Ruiz ingresó de cambio por Josué Martínez al minuto 54', y el empate a un gol prevaleció hasta el final. Este resultado le fue insuficiente para la Selección Olímpica de Costa Rica, ya que la ida había terminado 2-1 a favor de los panameños, y el global fue de derrota 2-3.

#### Campeonato Sub-20 de la Concacaf 2013
El extremo izquierdo regresó a la categoría Sub-20 para enfrentar el Campeonato de la Concacaf con miras hacia el Mundial de 2013. El 18 de febrero, comenzó el torneo clasificatorio de territorio mexicano, donde Costa Rica fue ubicado en el grupo A, compartido con Estados Unidos y Haití. El primer partido ante los haitianos tuvo lugar el 20 de febrero, John Jairo fue titular y anotó el gol de la victoria 1-0. Dos días después, los Ticos enfrentaron a los estadounidenses en el Estadio Universitario de la BUAP, en Puebla. El resultado final fue 1-0, con derrota. En esta oportunidad, Ruiz fue amonestado al minuto 85'. El equipo nacional avanzó a los cuartos de final del campeonato, y enfrentó a Cuba el 26 de febrero en el mismo escenario deportivo. El jugador salió de cambio al minuto 74' por Rodrigo Garita, y el marcador de 2-1 dejó a su país sin la oportunidad mundialista.
| Campeonato                | Sede   | Resultado        |
| ------------------------- | ------ | ---------------- |
| Campeonato Sub-20 de 2013 | México | Cuartos de final |

#### Torneo Esperanzas de Toulon 2015
El futbolista participó con la Selección Sub-23 en el Torneo Esperanzas de Toulon 2015. Su primer juego fue ante Países Bajos, como titular el 27 de mayo en el Stade Léo Lagrange. A pesar de que su compañero David Ramírez anotara dos goles, su equipo perdió 3-2. Al final de ese mes, la Sele enfrentó a Estados Unidos, y el jugador fue sustituido por Ulises Segura al minuto 53'. Por otro lado, el marcador fue de victoria 2-1. El 2 de junio, se realizó el cotejo ante Francia en el Stade de Lattre-de-Tassigny, partido que terminó con derrota 2-1. En esta ocasión ingresó de relevo por Ronald Matarrita. Dos días después, la Tricolor disputó su último juego contra Catar y el delantero actuó los 90 minutos. El marcador terminó con empate 1-1, por lo que Costa Rica no logró avanzar a la siguiente ronda.
| Copa                             | Sede    | Resultado      |
| -------------------------------- | ------- | -------------- |
| Torneo Esperanzas de Toulon 2015 | Francia | Fase de grupos |

#### Preolímpico de Concacaf 2015
El director técnico Luis Fernando Fallas tomó en cuenta a Ruiz para buscar la clasificación hacia Río 2016. La selección costarricense quedó ubicada en el grupo B del Preolímpico, junto con México, Honduras y Haití. El primer partido se llevó a cabo el 2 de octubre de 2015 contra los mexicanos en el StubHub Center, de Carson en California. El delantero alineó como titular y el resultado terminó en pérdida con cifras de goleada 4-0. Para el segundo encuentro, su país estaba obligado a lograr un marcador que le diera oportunidades de avanzar, pero no fue así ya que volvieron a perder 0-2 en el mismo escenario deportivo frente a los hondureños. John Jairo participó los 90 minutos y recibió tarjeta amarilla. Con estos resultados, su selección quedó sin posibilidades de ir a esa competición. El último cotejo se desarrolló el 7 de octubre, en el Dick's Sporting Goods Park de Commerce City, Colorado. El jugador salió nuevamente de titular, pero fue reemplazado por Berny Burke. El marcador culminó en empate a un gol.
| Competición                  | Sede           | Resultado      |
| ---------------------------- | -------------- | -------------- |
| Preolímpico de Concacaf 2015 | Estados Unidos | Fase de grupos |

### Selección absoluta
El entrenador colombiano Jorge Luis Pinto, convocó la lista de futbolistas para el amistoso del 5 de marzo de 2014 contra Paraguay, el cual fue el último en condición de local previo al Mundial de Brasil. En el compromiso desarrollado en el Estadio Nacional, Ruiz empezó como suplente y entró de cambio al minuto 77' por Bryan Ruiz, de esta manera debutando como internacional absoluto. Los goles de Joel Campbell y Álvaro Saborío fueron suficientes para la victoria de 2-1.
A mediados de octubre de 2014, la selección realizó una gira asiática para visitar a los conjuntos de Omán y Corea del Sur, donde el delantero fue tomado en cuenta por el director técnico interino Paulo Wanchope. El 10 de octubre, en el Complejo Deportivo del Sultan Qaboos de Mascate, se llevó a cabo el primer encuentro contra la escuadra omaní. John Jairo fue titular con la dorsal «14», marcó su primer gol internacional al minuto 45' y salió de relevo por Mayron George. El resultado acabó 3-4 a favor de los Ticos. Cuatro días después se dio el cotejo frente a los surcoreanos en el Estadio Mundialista de Seúl, pero en esta ocasión Ruiz esperó desde el banquillo y entró como variante por Joel Campbell al minuto 89'. Por otra parte, su país ganó con cifras de 1-3.
El último partido del año se dio el 13 de noviembre contra Uruguay en el Estadio Centenario. En este juego se disputó la Copa Antel de carácter amistoso. El futbolista quedó en la suplencia y el marcador fue de empate a tres tantos. El ganador se decidió por los lanzamientos de penal, y las cifras de 6-7 favorecieron a su conjunto.
En marzo de 2015, Paulo Wanchope, estratega recién nombrado de manera oficial de la Selección de Costa Rica, realizó la convocatoria oficial de los 24 futbolistas que disputarían los amistosos ante Paraguay y Panamá, y en esa lista apareció Ruiz. El 26 de marzo, se dio el primer compromiso contra los paraguayos en el Estadio Nacional, en el cual John Jairo fue titular durante el primer tiempo, ya que en el segundo sería reemplazado por Johan Venegas. El empate de 0-0 prevaleció hasta el final. Para el segundo cotejo en el Estadio Rommel Fernández frente a los panameños, el jugador quedó fuera de convocatoria.

#### Copa Centroamericana 2017
El 2 de enero de 2017 se llevó a cabo la convocatoria de los futbolistas para la decimocuarta edición de la Copa Centroamericana, la cual tomó lugar en territorio panameño. El centrocampista fue incluido en la lista del entrenador Óscar Ramírez. El 13 de enero comenzó el torneo regional donde su selección, en el Estadio Rommel Fernández, enfrentó al conjunto de El Salvador. John Jairo apareció en el once titular y el empate sin anotaciones definió el marcador final. Para el compromiso de dos días después, en el mismo escenario deportivo, contra la escuadra de Belice, Ruiz quedó en la suplencia, y el resultado fue de victoria 0-3. En el juego del 17 de enero ante Nicaragua, el extremo izquierdo entró de cambio por Gerson Torres al inicio del segundo tiempo, y la igualdad de 0-0 se repitió al cierre del cotejo. Tres días posteriores se efectuó el clásico del área frente a Honduras, en el cual John ingresó como sustitución por Johan Venegas al minuto 75'. El encuentro finiquitó balanceado a un gol. El único revés de su nación fue el 22 de enero, por la última jornada, contra el anfitrión Panamá. El marcador de 1-0 confirmó el cuarto lugar de los costarricenses, además de un cupo directo para la Copa Oro de la Concacaf en ese mismo año.
| Copa                      | Sede   | Resultado    |
| ------------------------- | ------ | ------------ |
| Copa Centroamericana 2017 | Panamá | Cuarto lugar |

## Estadísticas

### Clubes
Actualizado al último partido jugado el 24 de octubre de 2020.
| Deportivo Saprissa Costa Rica |               |               |     |    |    |   |    |    |     |    |
| 1.ª | 2011-12       | 11            | 1   | —  | —  | — | —  | 11 | 1   |    |
| Total club | Total club    | 11            | 1   | —  | —  | — | —  | 11 | 1   |    |
| Lille Olympique S. C. II Francia |               |               |     |    |    |   |    |    |     |    |
| 4.ª | 2011-12       | 13            | 3   | —  | —  | — | —  | 13 | 3   |    |
| Total club | Total club    | 13            | 3   | —  | —  | — | —  | 13 | 3   |    |
| Royal Excel Mouscron Bélgica |               |               |     |    |    |   |    |    |     |    |
| 2.ª | 2012-13       | 29            | 18  | 2  | 4  | — | —  | 31 | 22  |    |
| Total club | Total club    | 29            | 18  | 2  | 4  | — | —  | 31 | 22  |    |
| Lille Olympique S. C. Francia |               |               |     |    |    |   |    |    |     |    |
| 1.ª | 2013-14       | 8             | 0   | 3  | 0  | — | —  | 11 | 0   |    |
| Total club | Total club    | 8             | 0   | 3  | 0  | — | —  | 11 | 0   |    |
| Lille Olympique S. C. II Francia |               |               |     |    |    |   |    |    |     |    |
| 4.ª | 2013-14       | 7             | 5   | —  | —  | — | —  | 7  | 5   |    |
| Total club | Total club    | 7             | 5   | —  | —  | — | —  | 7  | 5   |    |
| K. V. Oostende Bélgica |               |               |     |    |    |   |    |    |     |    |
| 1.ª | 2014-15       | 30            | 6   | 2  | 0  | — | —  | 32 | 6   |    |
| Total club | Total club    | 30            | 6   | 2  | 0  | — | —  | 32 | 6   |    |
| F. C. Dnipro Dnipropetrovsk Ucrania |               |               |     |    |    |   |    |    |     |    |
| 1.ª | 2015-16       | 14            | 6   | 6  | 0  | 2 | 0  | 22 | 6   |    |
| Total club | Total club    | 14            | 6   | 6  | 0  | 2 | 0  | 22 | 6   |    |
| F. K. Crvena Zvezda Beograd Serbia |               |               |     |    |    |   |    |    |     |    |
| 1.ª | 2016-17       | 26            | 6   | 1  | 0  | 6 | 0  | 33 | 6   |    |
| 1.ª | 2017-18       | 0             | 0   | —  | —  | 2 | 0  | 2  | 0   |    |
| Total club | Total club    | 26            | 6   | 1  | 0  | 8 | 0  | 35 | 6   |    |
| Al-Fayha F. C. Arabia Saudita |               |               |     |    |    |   |    |    |     |    |
| 1.ª | 2017-18       | 15            | 2   | 0  | 0  | — | —  | 15 | 2   |    |
| 1.ª | 2018-19       | 7             | 0   | 0  | 0  | — | —  | 7  | 0   |    |
| Total club | Total club    | 22            | 2   | 0  | 0  | — | —  | 22 | 2   |    |
| Deportivo Saprissa Costa Rica |               |               |     |    |    |   |    |    |     |    |
| 1.ª | 2018-19       | 14            | 1   | —  | —  | 1 | 0  | 15 | 1   |    |
| Total club | Total club    | 14            | 1   | —  | —  | 1 | 0  | 15 | 1   |    |
| Ironi Kiryat Shmona F. C. Israel |               |               |     |    |    |   |    |    |     |    |
| 1.ª | 2019-20       | 7             | 1   | —  | —  | — | —  | 7  | 1   |    |
| Total club | Total club    | 7             | 1   | —  | —  | — | —  | 7  | 1   |    |
| C. S. Herediano Costa Rica |               |               |     |    |    |   |    |    |     |    |
| 1.ª | 2020          | 2             | 0   | —  | —  | — | —  | 2  | 0   |    |
| 1.ª | 2020-21       | 8             | 2   | 1  | 0  | 0 | 0  | 9  | 2   |    |
| Total club | Total club    | 10            | 2   | 1  | 0  | 0 | 0  | 11 | 2   |    |
| Total carrera | Total carrera | Total carrera | 191 | 51 | 15 | 4 | 11 | 0  | 217 | 55 |
| (1) Incluye datos de la Copa de Bélgica (2012-14) / Copa de la Liga de Francia (2013) / Copa de Francia (2014) / Copa de Ucrania (2015-16) / Copa de Serbia (2016-17) / Copa del Príncipe de la Corona Saudí (2017) / Copa del Rey de Campeones (2018). (2) Incluye datos de la Liga Europa de la UEFA (2015-17) / Liga de Campeones de la UEFA (2016) / Liga de Campeones de la Concacaf (2019). (3) No incluye goles en partidos amistosos. |               |               |     |    |    |   |    |    |     |    |

### Selección de Costa Rica
Actualizado al último partido jugado el 14 de octubre de 2020.
| Selección                  | Año | Eliminatorias | Eliminatorias | Eliminatorias | Continental | Continental | Continental | Mundial | Mundial | Mundial | Amistosos | Amistosos | Amistosos | Total | Total | Total  |
| Selección                  | Año | Part.         | Goles         | Asist.        | Part.       | Goles       | Asist.      | Part.   | Goles   | Asist.  | Part.     | Goles     | Asist.    | Part. | Goles | Asist. |
| -------------------------- | --- | ------------- | ------------- | ------------- | ----------- | ----------- | ----------- | ------- | ------- | ------- | --------- | --------- | --------- | ----- | ----- | ------ |
| Absoluta · Costa Rica      |     |               |               |               |             |             |             |         |         |         |           |           |           |       |       |        |
| 2014                       | -   | -             | -             | -             | -           | -           | -           | -       | -       | 3       | 1         | 0         | 3         | 1     | 0     |        |
| 2015                       | -   | -             | -             | -             | -           | -           | -           | -       | -       | 1       | 0         | 0         | 1         | 0     | 0     |        |
| 2017                       | -   | -             | -             | 4             | 0           | 0           | -           | -       | -       | -       | -         | -         | 4         | 0     | 0     |        |
| 2020                       | -   | -             | -             | -             | -           | -           | -           | -       | -       | 2       | 0         | 0         | 2         | 0     | 0     |        |
| Total                      | 0   | 0             | 0             | 4             | 0           | 0           | 0           | 0       | 0       | 6       | 1         | 0         | 10        | 1     | 0     |        |
| 1. 2. Fuente:Transfermarkt |     |               |               |               |             |             |             |         |         |         |           |           |           |       |       |        |

### Goles internacionales
| Gol | Fecha                 | Sede                                        | Oponente | Marcador | Resultado | Competencia            |
| --- | --------------------- | ------------------------------------------- | -------- | -------- | --------- | ---------------------- |
| 1.  | 10 de octubre de 2014 | Sultan Qaboos Sports Complex, Mascate, Omán | Omán     | 1-2      | 3-4       | Amistoso internacional |

## Palmarés

### Títulos nacionales
| Título                         | Club           | País       | Año  |
| ------------------------------ | -------------- | ---------- | ---- |
| Supercopa de Costa Rica        | C. S Herediano | Costa Rica | 2020 |
| Primera División de Costa Rica | C. S Herediano | Costa Rica | 2021 |
| Supercopa de Costa Rica        | C. S Herediano | Costa Rica | 2022 |
| Supercopa de Costa Rica        | C. S Herediano | Costa Rica | 2024 |
| Primera División de Costa Rica | C. S Herediano | Costa Rica | 2024 |
| Primera División de Costa Rica | C. S Herediano | Costa Rica | 2025 |